# No. 1 Squadron RAF
No. 1 Squadron RAF – brytyjska jednostka lotnicza utworzona w kwietniu 1911 w Royal Arsenal w Woolwich jako Air Battalion Royal Engineers.
W momencie reorganizacji i utworzenia Royal Flying Corps 12 maja 1912 roku jednostka została przemianowana na No. 1 Squadron, Royal Flying Corps. Pierwszym dowódcą został kapitan Edward Maitland. Do sierpnia 1914 roku jednostka była wyposażona tylko w balony obserwacyjne, które zostały przekazane do Royal Navy. Od tego też momentu jednostka została wyposażona w samoloty Royal Aircraft Factory B.E.8 oraz Avro 504.
7 maja 1915 roku jednostka została przeniesiona na terytorium Francji. Piloci jednostki wykonywali zadania rozpoznawcze. 1 stycznia 1917 roku jednostka została przezbrojona w samoloty Nieuport 17, Nieuport 27 i z obserwacyjno-rozpoznawczej przemianowana na myśliwską.
W całym okresie I wojny światowej odniosła ponad 340 zwycięstw.
Łącznie w jednostce w okresie I wojny światowej służyło 32 asów myśliwskich m.in.:
- Philip Fullard (40), Percy Jack Clayson (29), Thomas Falcon Hazell (20), Louis Fleeming Jenkin (22), William Charles Campbell (23), Harold Albert Kullberg[2] (19), Harry Gosford Reeves (13), Gordon Percy Olley (11), Robert Alexander Birkbeck (10), Cecil Christian Clark (10)[3], Duerson Knight (10)[4], Guy Moore (10)[5], Basil Henry Moody (9), William Wendell Rogers (9), Charles Laver (9), William Victor Trevor Rooper (8), William Donald Patrick (7), Edwin Cole (8), John Conrade Bateman (7), Christopher Brand (7)[6], Eustace Osborne Grenfell (6), Ernest Tilton Sumpter Kelly (6)[7], Ernest Edward Owen (6), Harry Alexander Rigby (6), Douglas Evan Cameron (5), Lumsden Cummings (5), Kenneth Joseph Price Laing (5), Francis Peabody Magoun (5), Kenneth Charles Mills (5), Frank Sharpe (5), Wallace Alexander Smart (5), William Harrison (1)[8][9].

## Okres międzywojenny
Z Francji do Anglii jednostka powróciła w marcu 1919 roku. Formalnie została rozwiązana 20 stycznia 1920 roku. Następnego dnia została ponownie powołana do życia w Risalpur w Północno-Zachodniej Prowincji Pogranicznej, wówczas w Indiach. Na koniec stycznia 1920 roku jednostka została przeniesiona do Bagdadu. Jednostka brała udział w walkach z plemieniami irackimi, operowała z Bagdadu, aż do momentu jej rozwiązania w listopadzie 1926 roku.
Na początku 1927 roku jednostka została ponownie sformowana i powołana do istnienia w RAF Tangmere – Royal Air Force Station w Sussex. Baza ta stanowiła bazę jednostki, aż do 1939 roku, kiedy ponownie dywizjon znalazł się na terytorium Francji.

## Dowódcy jednostki do 1920 roku
| Stopień | Nazwisko                   | Data objęcia stanowiska |
| ------- | -------------------------- | ----------------------- |
| major   | Edward Maitland            | 13 maja 1912            |
| major   | Charles Longcroft          | 1 maja 1915             |
| major   | Geoffrey Salmond           | 28 stycznia 1915        |
| major   | Philip Joubert de la Ferté | 15 sierpnia 1915        |
| major   | G. F. Pretyman             | 24 listopada 1915       |
| major   | G. C. St P. de Dombasle    | 24 grudnia 1916         |
| major   | A. Barton-Adams            | 20 czerwca 1917         |
| major   | W. E. Young                | 3 sierpnia 1918         |
| major   | J. O. Andrews              | 21 stycznia 1920        |